# 탈아입구
탈아입구(일본어: 脱亜入欧, だつあにゅうおう 다쓰아뉴오[*], 영어: Leaving Asia and Entering Europe, Leaving Asia for Europe, Japan’s policy of embracing Westernization by distancing itself from Asia)는 일본 개화기에 일본의 나아갈 길로 제시된 사상이며, 유럽화를 추구하는 국가들에게서도 사용된다. 글자 그대로 '아시아를 벗어나 유럽으로 들어간다'는 뜻이다.
탈아입구는 아시아나 유교 문화를 벗어나자는 탈아사상이 한층 발전된 사상이다. 탈아입구론의 시초로 흔히 알려진 것은 1885년 3월 16일, 일본 메이지 시대 일간 신문 가운데 하나였던 지지신포(時事新報)는 〈탈아론〉(일본어: 脱亜論, だつあろん 다쓰아론[*])이라는 제목의 사설이다. 보수적인 청나라, 조선 정부에서 벗어나 서구화가 필요하다고 주장했으며, 저자는 표시되지 않았지만 일본의 사상가 후쿠자와 유키치가 집필했다고 여겨진다. 그러나 이 사설에는 유럽으로 들어가는 입구에 대한 내용은 포함되어있지 않으며, 1933년에 후쿠자와 전집에 포함된 것을 제외하면 1950년대까지 잘 알려지지 않은 사설이 되었다. 이후 1887년 스즈키 겐타로에 의해 탈아입구라는 말이 쓰이기 시작했다.

## 요약
〈탈아론〉 기사는 다음과 같이 요약할 수 있다.
서구화 바람이 동양을 향해 불어고 있음은 부인할 수 없는 사실이며, 모든 국가는 서구사회와 더불어 이 운동에 동참하여 문명의 열매를 맛보는 것 이외 다른 선택의 여지가 없다. 문명은 홍역과 같지만, 여러 이로운 점을 가져다 준다는 점에서 홍역보다 이롭다. 그러므로 국가는 문명을 거역할 수 없으며 이를 받아들여야만 한다. 문명화 과정에서 보수적인 정부 (도쿠가와 막부)는 걸림돌일 뿐이며 이를 뒤집어야만 일본에서 문명화를 이룰 수 있다. 옛것을 버리고 새로운 것을 얻는 과정에서 가장 핵심적인 것은 '아시아를 벗어나는 것'(脫亞)이다. 비록 일본이 이미 정신적으로는 아시아를 벗어났지만, 이웃의 두 나라 (한국과 중국)은 개혁을 생각조차 하지 못하고 있다. 이 나라들의 유교적 가르침은 모두 위선적이고 뻔뻔할 뿐이다. 중국과 일본의 개혁이 실패한다면, 이들은 곧 세계열강에게 나라를 빼앗길 것이다. 서구인들은 언제나 일본, 중국, 한국을 같은 문화를 가진 비슷한 나라들이라고 생각하는데, 이는 일본에게 걸림돌이 될 뿐이다. 나쁜 친구를 사귀는 사람은 다른 사람들에게 마찬가지로 나쁜 인상을 주기 때문에, 일본은 이웃의 나쁜 아시아 나라들과 관계를 끊어야 한다.

## 같이 보기
- 탈아론
- 갈라파고스화
- 화혼양재
- 후쿠자와 유키치
- 사이고 다카모리
- 흑룡회
- 박영효
- 탈구입아(脫歐入亞) - 21세기 이후 일본의 아시아 중시 회귀 사상이나 그러한 흐름